# Johann Konrad Egloff

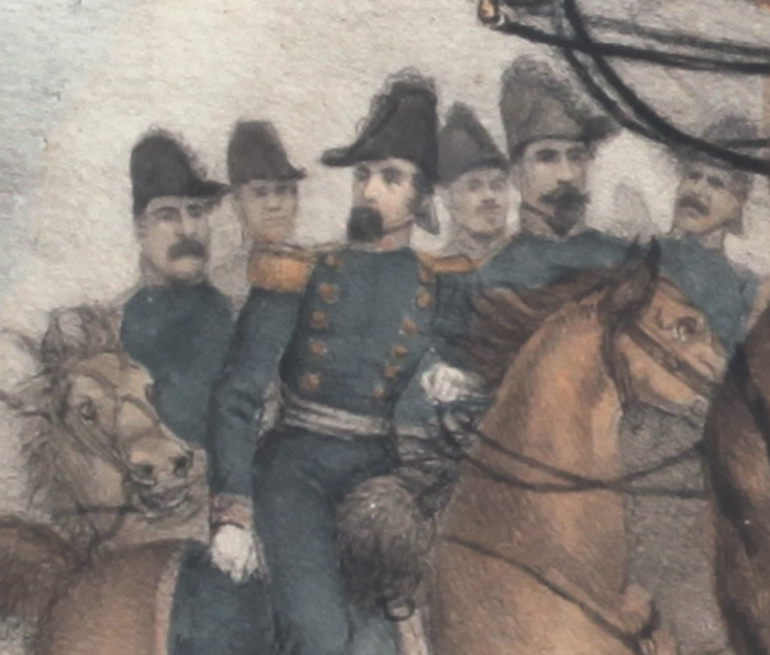
Johann Konrad Egloff (dritter von links) auf einem zeitgenössischen Gemälde

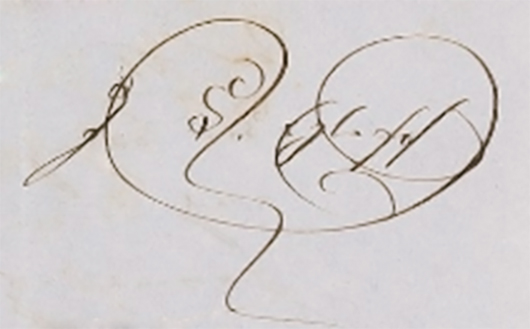
Unterschrift Egloffs am 2. November 1853

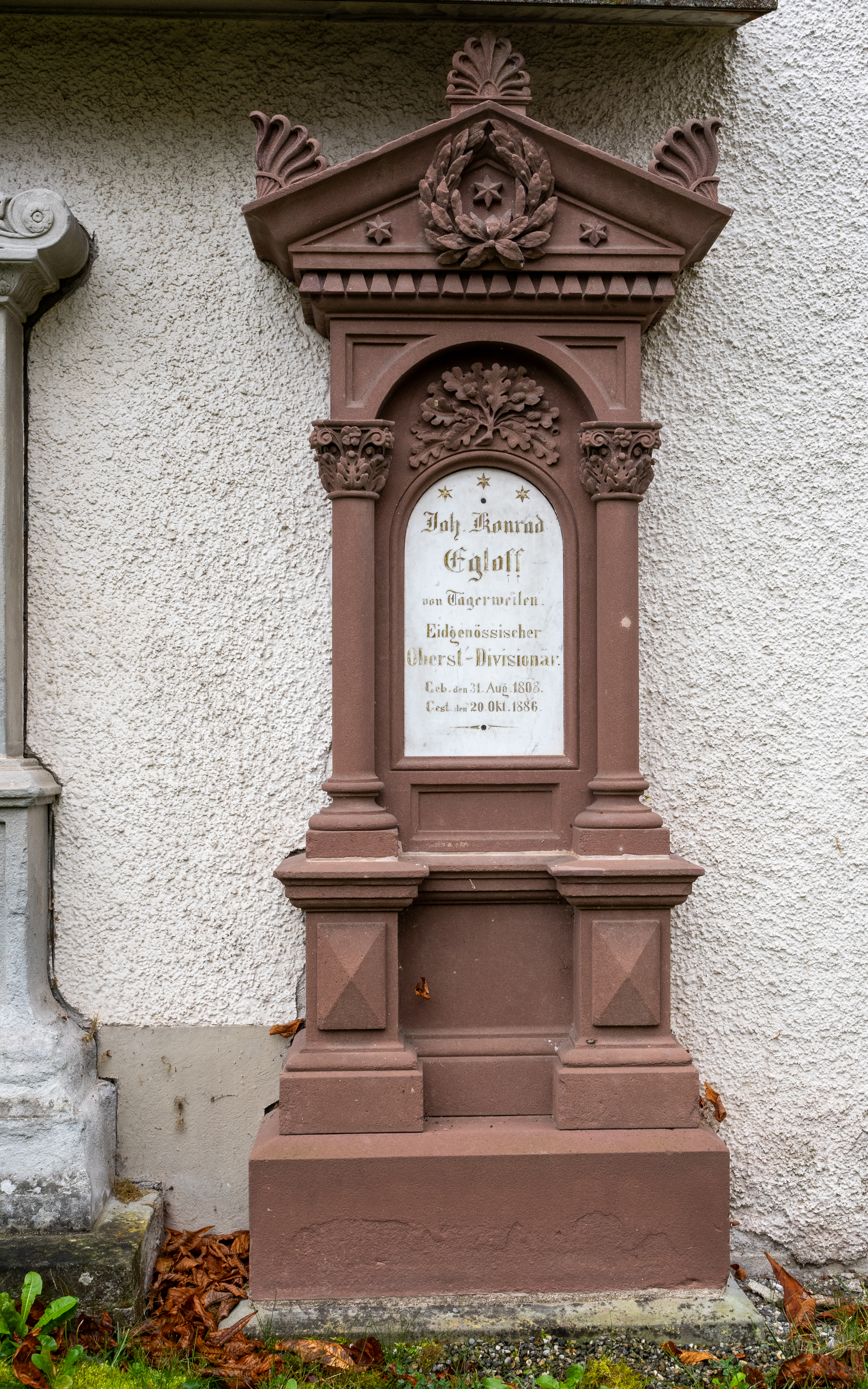
Grab an der Ev. Kirche Tägerwilen

Johann Konrad Egloff (* 31. August 1808 in Tägerwilen; † 20. Oktober 1886 ebenda) war Thurgauer Regierungsrat, Kreispostdirektor in Zürich und ranghoher Schweizer Militärangehöriger in der Zeit des Sonderbundskrieges.

## Leben
Egloffs Vater gleichen Vornamens arbeitete als Chirurg. Über Egloffs Schulbildung oder Ausbildung ist nichts bekannt. Als 18-Jähriger trat er am 12. November 1826 in den Militärdienst ein. Zum 50-jährigen Dienstjubiläum erhielt er als Oberst-Divisionär eine Verdiensturkunde. 1831 heiratete er, 23-jährig, die gleichaltrige Elisabeth Vogel (1808–1877), Tochter des Pfarrers Johannes Vogel. Aus dieser Ehe kam der Sohn Johann Konrad jun. (1838–1907). Als Witwer heiratete er 1880 die Witwe Ursula Elisabetha Scherrer geb. Lehmann, Tochter von Felix Lehmann aus Oerlikon.
Er arbeitete zunächst als kaufmännischer Angestellter in Winterthur, dann als Landwirt auf Gut Okenfiner (heute Haus zum Okenfiner) in seinem Heimatdorf. Im Jahr seiner Heirat trat Egloff in den Gemeinderat ein und wurde Friedensrichter am Bezirksgericht des Kreises Tägerwilen. Die weiteren Stufen seiner Karriere waren 1838 Kantons-, 1838–47 Kriegs- und 1849 Verfassungsrat.
1841 wird Egloff als eidgenössischer Oberst genannt. Egloff gilt in der Schweizer Militärgeschichte als der Heerführer, der am 23. November 1847 durch seine Entschlossenheit und seine Kampfeskraft den entscheidenden Sieg in dem Gefecht von Gisikon und damit die Niederlage der Luzerner für den eidgenössischen Stab im Sonderbundskrieg errang: Luzern kapitulierte einen Tag später.
Seit der Eröffnung der Kantonsschule Frauenfeld im November 1853 förderte Egloff massgeblich diese Bildungsanstalt und leitete das sogenannte Kadettenkorps, das sich aus der Schülerschaft zusammensetzte. Diese übten uniformiert wöchentlich das Exerzieren und Schiessen. Die Lehrer wandten sich jedoch schon bald gegen die Order Egloffs, die Schüler hätten in Uniform auch die Lehrer militärisch zu grüssen, was Egloff neben seiner Ansicht, die Kadettenkorps-Übungen würde von Seite der Schule zu wenig gefördert, wiederum sehr verärgerte, woraufhin er die Leitung aufgab.
Die Beisetzung fand am 22. Oktober 1886 in seinem Geburtsort statt.